# My Policeman
My Policeman è un romanzo del 2012 della scrittrice britannica Bethan Roberts. La vicenda è ambientata negli anni '50 a Brighton, nella contea dell'East Sussex, in Inghilterra.
Il romanzo è ispirato alla storia vera dello scrittore E.M. Forster, il quale ebbe una lunga relazione con Bob Buckingham, un poliziotto sposato.
Nel Regno Unito è stato pubblicato per la prima volta nel 2012 dalla casa editrice Chatto & Windus.

## Trama
Il romanzo è ambientato a Brighton nel 1957.
Tom Burgess, un giovane poliziotto, incontra per caso Patrick Hazelwood, un uomo di qualche anno più grande che lavora come curatore in un museo. I due iniziano un'appassionata relazione che mantengono però segreta, essendo l'omosessualità malvista dalla società e costituendo un reato. Anche la giovane insegnante di scuola Marion, amica d'infanzia di Tom, è da tempo di lui innamorata: la donna ignora però il fatto che sia omosessuale e il giovane poliziotto, dal canto suo, decide comunque di sposarla per mantenere l'aria di rispettabilità socialmente riconosciuta alle coppie sposate e per evitare che venga scoperta la vera natura del suo rapporto con Patrick.
Tom continua a vedere Patrick, facendo passare la loro relazione come una stretta amicizia, ma il loro intenso e frequente rapporto allarma Marion che alla fine scopre la verità sul marito e l'amico: ingelosita e convinta che così facendo aiuterà il marito a "curarsi", Marion espone pubblicamene Patrick come omosessuale con una lettera anonima. Patrick viene arrestato e sconta un anno in carcere, ma il rapporto tra Marion e Tom è rovinato per sempre.
Anni dopo, nel 1999, Marion si sta prendendo cura di un ormai anziano Patrick, reduce di un grave attacco di cuore. Pur con le capacità motorie e di linguaggio gravemente compromesse, Patrick chiede spesso di Tom, il quale tuttavia, troppo addolorato per la storia d'amore mai vissuta, rifiuta più volte di vederlo. Marion, in preda ai sensi di colpa, confessa ai due il proprio errore e, mentre i due amanti finalmente si riuniscono, la donna parte per sempre per Londra, dove decide di vivere finalmente libera, lasciando che Tom e Patrick realizzino, infine, il vecchio sogno condiviso di abitare insieme.

## Accoglienza

### Critica letteraria
Il romanzo ha ottenuto opinioni molto positive dalla critica. Natasha Tripney, scrivendo per il The Guardian, ha definito lo stile di Roberts  "fluido e tenero". Per The Independent, Richard Canning ha scritto una recensione positiva in cui afferma che il romanzo ha "una forte atmosfera d'epoca e una struttura vivace" e descrivendo  "i riferimenti eufemistici all'omosessualità e il ricco gergo di quegli anni" come adeguati e congrui al periodo storico.

## Adattamento cinematografico
Nel febbraio 2021, è stato annunciato l'adattamento cinematografico del romanzo, le cui riprese sono iniziate nell'aprile dello stesso anno: diretto da Michael Grandage, il film ha come protagonisti Emma Corrin nel ruolo di Marion, David Dawson in quello di Patrick Hazelwood e Harry Styles nel ruolo di Tom Burgess. È stato poi riferito che nel film si erano uniti al cast anche gli attori Gina McKee, Rupert Everett e Linus Roache nei ruoli rispettivamente di Marion, Patrick e Tom da anziani.
Il film inizia con la scena dell'arrivo di Patrick nella casa di Tom e Marion, nel 1999: come nel romanzo, da qui verranno poi descritti gli eventi di 40 anni prima in un lungo flashback.

## Edizioni
- My policeman. Storia di un amore impossibile, traduzione di Maria Luisa Cantarelli, Sperling & Kupfer, 2021,  p. 327, ISBN 978-8820072681.